# Sherman Ferguson

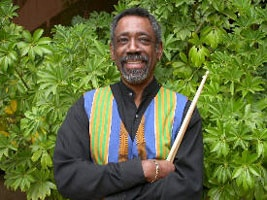
Sherman Ferguson

Onaje Sherman Ferguson  (* 31. Oktober 1944 in Philadelphia; † 22. Januar 2006 in La Crescenta, Los Angeles County) war ein US-amerikanischer Jazzmusiker (Schlagzeug, Perkussion, Marimba) und Musikpädagoge.

## Leben und Wirken
Ferguson begann seine Karriere Mitte der 1960er Jahre bei Charles Earland und war Anfang der 1970er Jahre Mitbegründer der Funk-Soul-Jazz-Gruppe Katalyst, der auch Odean Pope angehörte und die vier Alben einspielte, jedoch nicht den landesweiten Durchbruch schaffte. Außerdem wirkte er in dieser Zeit bei Aufnahmen von Pat Martino (Desperado, 1970) und Kenny Burrell mit. Nach Auflösung der Band zog Ferguson nach Los Angeles, wo er u. a. mit Dizzy Gillespie, Horace Silver und Benny Carter spielte. Er war Mitbegründer eines Trios mit dem Bassisten John Heard und dem Pianisten Tom Ranier, das 1983 ein Album vorlegte. 
In den 1980er Jahren war Ferguson, der insgesamt bei 74 Aufnahmen mitwirkte, auch Sessionmusiker für Karrin Allyson, Bobby Bradford, Eddie Harris, Bud Shank/Bill Perkins (Serious Swingers, 1987), Tommy Tedesco, Mike Wofford und Holly Hofmann. In den 1990er Jahren war er Mitglied des Pharoah Sanders Quartet (Crescent With Love, 1992). Daneben unterrichtete er Jazztheorie an der Jackson State University, UCLA und der University of California, Irvine. Regelmäßig schrieb er für L.A. Jazz Scene, außerdem mehrere Liner Notes. 2002 gründete Ferguson sein eigenes Label Jazz-a-nance, auf dem sein Soloalbum Welcome to My Vision erschien. Er starb Anfang 2006 an Komplikationen einer Diabetes-Erkrankung.